# Arbeitsgemeinschaft Katholische Presse
Die Arbeitsgemeinschaft Katholischer Presse (AKP) war ein deutscher Unternehmerverband mit Sitz in Bonn, in dem sich katholische Zeitungs- und Zeitschriftenverlage sowie Redaktionen zusammengeschlossen hatten. Er fusionierte im Jahr 2000 mit dem Verband Katholischer Verleger und Buchhändler (VKB) zum Katholischen Medienverband (KM).

## Geschichte
Die AKP war ihrem Selbstverständnis nach von Beginn an ein freiwilliger und selbstständiger Zusammenschluss katholischer Verlagsunternehmen und nahm dabei im Wesentlichen die Aufgaben des vordem bestehenden Schrifttums- und Pressereferates der Fuldaer Bischofskonferenz wahr. Seit 1953 bestand die AKP in der Rechtsform eines eingetragenen Vereins. Im Rahmen der Satzungsneufassung von 1970 wurde – zur stärkeren Betonung der katholischen Prägung – der Name in „Arbeitsgemeinschaft Katholische Presse“ geändert.
In der Satzung vom 5. November 1970 werden die Hauptaufgaben wie folgt definiert:
1. Wahrnehmung der Interessen der katholischen Presse in der Öffentlichkeit (besonders durch Zusammenarbeit mit den entsprechenden kirchlichen und sonstigen Institutionen im publizistischen Bereich auf nationaler und internationaler Ebene)
2. Förderung der Zusammenarbeit der Mitglieder (besonders durch Erfahrungsaustausch und Beratung auf allen Gebieten der verlegerischen und redaktionellen Arbeit) sowie
3. Förderung der beruflichen und sozialen Belange aller in der katholischen Presse Tätigen.[1][2][3]

Hinsichtlich ihrer Struktur stellte sich die AKP als Zusammenschluss von Unternehmungen dar, die katholische Periodika herausgeben (etwa Bistumszeitungen, Sonntagspresse und Magazine sowie Missions- und Ordenszeitschriften). Daneben waren auch die Katholische Nachrichten-Agentur (KNA) sowie das Katholische Institut für Medieninformationen Mitglieder der Arbeitsgemeinschaft. 1998 – also kurze Zeit vor der Verschmelzung mit dem VKB – zählte die AKP als Mitglieder etwa 90 Verlage, die mehr als 130 Titel mit einer Gesamtauflage von über sieben Millionen Exemplaren herausgaben. Damit zählte die katholische Kirchenpresse zu den größten Pressegruppen Deutschlands.

### Beitrag zur Neukonzeption der katholischen Publizistik
Die AKP war insbesondere in den frühen 1970er Jahren in die Bemühungen um eine Neukonzipierung der publizistischen Arbeit der katholischen Kirche in Deutschland eingebunden. 1972 wurden auf einer außerordentlichen Mitgliederversammlung Vorstellungen zur kirchlichen Pressearbeit und konkrete Vorschläge zu ihrer Leistungssteigerung in den „Grundsätzen zu einem Rahmenplan der Kirchenpresse“ formuliert. Wesentliche von der AKP im Rahmen dessen gemachte Vorschläge wurden in der Folgezeit umgesetzt, so der Ausbau der Katholischen Nachrichten-Agentur (KNA) sowie die sog. „Feldbefragung“. Dabei handelte es sich um eine bundesweit durchgeführte Untersuchung der Kommunikations- und Informationserwartungen der katholischen Bevölkerung gegenüber der Kirchenpresse.

### Beitrag zur Ökumene
Auch hinsichtlich der Ökumene vermochte die AKP Akzente zu setzen. So erfolgte im Verbund mit dem Gemeinschaftswerk der Evangelischen Publizistik (GEP) die Gründung der Fachgruppe „Konfessionelle Zeitschriften“ im Verband Deutscher Zeitschriftenverleger (VDZ). Besondere Bedeutung kam hierbei auch der Gründung der Konpress-Anzeigen eGmbH zu, in welcher bereits 1973 20 katholische und vier evangelische Wochenblätter mit einer Gesamtauflage von 2,4 Millionen zu einem Anzeigenring zusammengeschlossen wurden. Zudem fand seit 1984 im Turnus von drei Jahren eine gemeinsame Jahrestagung der konfessionellen Presse statt.

## Vorsitzende
- 1949 bis 1958: Josef Vögele (Schwabenverlag)
- 1958 bis 1970: Bernhard Hagemeier (Verlagsdirektor der Bonifatiusdruckerei)
- 1970 bis 1979: Ferdinand Oertel (Chefredakteur der Kirchenzeitung für das Bistum Aachen)
- 1979 bis 1985: Heiko Klinge (geschäftsführender Gesellschafter des Bernward Verlages)[6]
- 1985 bis 1991: Günther Mees (Chefredakteur von Kirche+Leben)
- 1991 bis 1995: Marianne Regnier (Geschäftsführerin des Verlags Josef Knecht)
- 1996: Siegfried Fäth (kommissarisch)
- 1996 bis 2000: P. Gerhard Eberts

## Geschäftsführer
- 1949 bis 1958: Theodor Hüpgens
- 1958 bis 1963: Paul Löcher
- 1963 bis 1968: Paul Dahm
- 1968 bis 1984: Bruno Geuter
- 1984 bis 1999: Theo Hell
- 1999 bis 2000: Pit Stenmans (+2002)